# 台湾铁线莲
寶島鐵線蓮（學名：Clematis formosana）又名臺灣鐵線蓮、佐佐木氏鐵線蓮、大葉牡丹藤、台東鐵線蓮、佐佐氏女萎、大葉女萎，是臺灣特有種，為草質藤木。

## 分佈
主要分佈於臺灣東部與南部的低海拔地區，林緣或開闊地。

## 特徵
臺灣鐵線蓮的外型和串鼻龍相似，但串鼻龍在台灣全境各地的低海拔地區皆可見到，臺灣鐵線蓮則指分佈在臺灣東部與南部的低海拔地區。莖有密被毛，有時光滑；葉為紙質，三出複葉；葉成卵狀披針形或橢圓狀披針形，葉基較鈍，向先端漸尖；花為黃白色，具有4萼片；雄蕊光滑。

## 扩展阅读
- 維基物種上的相關：台湾铁线莲